# Halfdan Nobel Roede
Halfdan Nobel Roede (født 4. november 1877 i Oslo, død 1963 i Oslo) var en norsk filminstruktør, biografdirektør, pianist og komponist.
Roede instruerede film i perioden 1911 – 1912 fire filme for produktionsselskabet Internasjonalt Film Kompagni A/S, og en udenfor. Selskabet producerede i løbet af de to år fem film, fire filme af Roede og en film som Pehr Qvernstrøm havde instrueret. Hans første film hed Fattigdommens forbandelse (1911), efter et filmmanuskript af Victor Mogens. Samme år kom Under forvandlingens lov (1911) (sammen med Pehr Qvernstrøm). Filmen handlede om en forbitret kamp mellem arbejdere og arbejdsgivere, og i den forbindelse skildrede instruktørene de sociale forhold som Norge havde dengang. I 1912 kom hans tredje film, den dramatiske Hemmeligheden – og samme år dokumentaren Alt for Norge, som handlede om en ballongfærd fra Bislet stadion i Kristiania til Braenmoen i Solør. I 1912 kom hans femte og sidste film I frihetens bur som handler om en gift mand og en gift kvinde som er utro mod deres respektive ægtefeller.
Roede ejede engang forskellige teatre ti Kristiania, som Cosmorama, Colosseum, Chat Noir og Mayol-teatret, og han var med til at stifte Filharmonisk selskap i 1919.
Som musiker komponerede han en del lettere musikk, og er muligvis mest kendt for L’amour qui pleure, Chagrin d’amour og Valse Nobel.

## Trivia
Han boede nogle gange i sommerstid i sveitserhuset Fagerheim (fra begyndelsen af 1900, til 1920). Huset ligger øverst i Fjelstadbakken i Son og var et samlingssted for tidens kunstnere, og Ludvig Karsten var en af hans venner og lejede sig ind hom ham for en stund.